# Weronika (województwo kujawsko-pomorskie)
Weronika – wieś w Polsce położona w województwie kujawsko-pomorskim, w powiecie nakielskim, w gminie Kcynia.
Miejscowość wchodzi w skład sołectwa Piotrowo. Według legendy nazwa miejscowości pochodzi od imienia łotewskiej księżniczki Veronikias Melde, która w 1546 roku zatrzymała się w lesie u pewnej kobiety. Kiedy księżniczka miała udawać się już do Niemiec zostawiła na stole kuferek ze szczerym złotem. Kobiecina głosiła o tym wszystkim ludziom przybywającym do jej gospody. Od tego roku wieś ta nazywa się Weronika.
W latach 1975–1998 miejscowość należała administracyjnie do województwa bydgoskiego.